# Ga Nopo
Ga Nopo là ga của Busan Metro tuyến 1 nằm ở Nopo-dong, quận Geumjeong, Busan.

## Liên kết
- Mạng thông tin trạm từ Tổng công ty vận chuyển Busan (tiếng Hàn)